# Excoriación (dermatología)
La excoriación es la irritación cutánea que se presenta donde la piel roza contra ella misma, la ropa u otro material. Eso es causado, por ejemplo, por rascado en la dermatosis pruriginosa. La curación expuesta sin cicatriz, para una excoriación, presupone la integridad del estrato basal (estrato germinativo) que junto con la membrana basal marca la frontera de la epidermis con la dermis. Lo que está más profundo – y por eso no se cura más sin cicatriz – es una úlcera (origen no traumático) o bien una «herida profunda» (herida traumática).producida por fricción. Es una quemadura de la dermis.  